# Adam Chodzko
Pour les articles homonymes, voir Chodzko.
Adam Chodzko , né en 1965 à Londres (Angleterre), est un artiste britannique contemporain, exposant à l'international. Sa pratique utilise un large éventail de médias, dont la vidéo, l'installation, la photographie, le dessin et la performance.

## Biographie
Adam Chodzko nait à Londres, en Angleterre. Il est diplômé de l'Université de Manchester en 1988 avec un diplôme en histoire de l'art, et, en 1994, il termine une maîtrise en beaux-arts au Goldsmiths College, à Londres,.

## Travail
Les œuvres de Chodzko explorent les interactions et les possibilités du comportement humain « dans le fossé entre comment nous sommes et comment nous pourrions être ».

## Vie privée
Adam Chodzko vit et travaille à Whitstable, Kent, et est marié à l'actrice Gretchen Egolf.